# Sudán en los Juegos Olímpicos de Río de Janeiro 2016
Sudán participó en los Juegos Olímpicos de 2016 en Río de Janeiro, Brasil, del 5 al 21 de agosto de 2016.

## Atletas
Atletismo
- Ahmed Ali (200 metros masculino)
- Abdalla Targan (3000 metros con obstáculos masculino)
- Amina Bakhit (800 metros femenino)

Judo
- Iszlam Monier Suliman (- 90 kg masculino)

Natación
- Abdelaziz Ahmed (50 metros estilo libre masculino)
- Haneen Ibrahim (50 metros estilo libre femenino)